# Poilly-sur-Tholon
Poilly-sur-Tholon é uma comuna francesa na região administrativa de Borgonha-Franco-Condado, no departamento de Yonne. Estende-se por uma área de 19,37 km². Em 2010 a comuna tinha 698 habitantes (densidade: 36 hab./km²).